# Mürmidónok
Mürmidónok, mitikus görög nép. A név a mürméx (= hangya) szóból származik. A közkeletű hagyomány szerint Péleusszal vándoroltak Aiginából Thesszáliába. Már Homérosz említi őket, mégpedig Thesszália déli részére helyezve területüket. Elnevezésük több eredetre vezethető vissza. Egy Mürmidón nevű hérosz legendája szerint annak anyjához Eurümeduszához a szerelmes Zeusz csakis hangya alakjában tudott közelíteni.
A másik változat szerint Zeusz a pestis által megfogyatkozott aiginiaiakat újból megszaporította. Az emberek pusztulásán elszomorodott Zeusz meghallgatta Aiakosz kérését, és a környéken élő hangyákat emberekké változtatta. Ennek is van másik változata, miszerint Alkaiosz álmot látott, amelyben egy fáról leeső hangyák alakultak emberré, ami reggelre valóra vált.
Az aiginai mürmidónok ez után költöztek Thesszáliába, mivel Péleusz Aiakosz fia volt. Szintén Aiakosz fia Telamón is. E két hérosz fiai, Akhilleusz és Aiasz voltak a trójai háború legfontosabb hősei. A mürmidónok számosan lehettek, hiszen Akhilleusz ötven hajót vezetett Trója alá.